# GNU Screen
GNU Screen è un emulatore di terminale libero multiplexer sviluppato dal Progetto GNU. Permette all'utente di accedere a sessioni del terminale multiple e separate. È molto utile per gestire più programmi dalla riga di comando e per separare un programma dalla shell da cui è stato avviato.

## Caratteristiche
GNU Screen può essere visto come una versione testuale dei window manager grafici o come un modo per mettere dei terminali virtuali in una qualsiasi sessione di login. È un wrapper che permettere a più programmi che funzionano sulla riga di comando di funzionare allo stesso tempo, e fornisce caratteristiche che permettono all'utente di usare i programmi in una singola interfaccia in modo produttivo.
PersistenzaSimilmente a VNC, GNU Screen permette all'utente di avviare delle applicazioni da un computer e poi riconnettersi da un altro computer e continuare ad usare la stessa applicazione senza farla ripartire. Questo rende gli spostamenti, come ad esempio tra casa e lavoro, molto più semplici. Screen fornisce una funzionalità terminal-agnostic (ovvero funziona indipendentemente dal terminale utilizzato) perciò gli utenti possono disconnettersi e riconnettersi utilizzando tipi diversi di terminali, permettendo alle applicazioni di continuare senza percepire il cambio del terminale.
Finestre multiplePossono essere create sessioni multiple, ognuna delle quali di solito ospita una singola applicazione. Le finestre sono numerate e l'utente può utilizzare la tastiera per passare da un'applicazione all'altra. Alcune GUI forniscono delle tab o qualche altra opzione simile per fornire questa caratteristica. Ogni finestra ha la sua scroll-back buffer, così è possibile vedere l'output anche quando la finestra non è attiva in quel momento e questo output può essere salvato anche quando si passa ad un altro computer. Le finestre possono essere ripartite in più screen tramite split screen. Mentre alcune applicazioni di testo hanno già questa funzionalità, Screen permette che ogni finestra sia divisa orizzontalmente in un numero qualsiasi di altre applicazioni.
Condivisione di sessioneScreen permette che più computer si connettano alla stessa sessione allo stesso tempo, permettendo così la collaborazione tra più utenti. Lo stesso computer può essere utilizzato per fare connessioni simultanee multiple, fornendo funzionalità alternative per la divisione della schermata, in particolare per i computer con più monitor.

## Applicazioni simili
Ci sono altre applicazioni che hanno funzionalità simili. Per esempio:
- dtach - Una implementazione minimalista di un subset delle caratteristiche di Screen.
- Text windows (Twin) - Un ambiente testuale a finestre
- splitvt - Utility per dividere il terminale
- Window (BSD) - Window è un programma in BSD Unix che implementa un ambiente a finestre su terminali ASCII.
- Ratpoison - Un window manager utilizzabile senza il mouse ispirato a Screen